# Longeau-Percey
Longeau-Percey település Franciaországban, Haute-Marne megyében. Lakosainak száma 695 fő (2022. január 1.). Longeau-Percey Bourg, Brennes, Cohons, Verseilles-le-Haut és Villegusien-le-Lac községekkel határos.

## Népesség
A település népességének változása:
| Lakosok száma | 318  | 549  | 638  | 695  | 739  | 741  | 743  | 722  | 712  | 695  |
|               | 1968 | 1982 | 1990 | 2006 | 2013 | 2015 | 2017 | 2019 | 2020 | 2022 |